# 悪の華 (2003年の映画)
『悪の華』（あくのはな、La Fleur du mal）は、2003年のフランスのサスペンス・ドラマ映画。
監督はクロード・シャブロル、出演はナタリー・バイとブノワ・マジメルなど。
世代を超えて受け継がれる、ある偽善的なブルジョワ一家の退廃したモラルと悪夢の記憶を描いている。

## ストーリー
あるブルジョワ一家の三代に渡る退廃的な人間関係を描く。
フランス・ボルドーの裕福なブルジョワ一家であるヴァスール家の当主ジェラールの妻で市議会議員のアンヌが市長選に立候補するが、彼女と一家を中傷する怪文書がばらまかれる。その怪文書には、アンヌの母方の祖父ピエール・シャルパンが第二次世界大戦中に対独協力者だったことや、そのピエールが娘であるミシュリーヌ（リーヌ）に殺害された疑いがあることなどが書かれていた。アンヌは特に気にする風もなく、選挙戦を続けるが、ジェラールの息子でアンヌの義理の息子であるフランソワはジェラールが怪文書を送った本人であるとにらむ。
選挙当日、アンヌの市長当選が確実視される中、ジェラールはアンヌの連れ子で実の姪でもあるミシェルに迫る。ミシェルがとっさに手元にあったランプでジェラールを殴ると、ジェラールは呆気なく死んでしまう。ミシェルは同居するリーヌと共に死体を寝室に運び込む。一方、たまたま家に電話したフランソワはリーヌから事の次第を聞き、現場に駆けつける。リーヌはミシェルにジェラールを殺したのは自分ということにしようと言い、そして、これで60年ぶりにようやく自分は自由になれると言う。
当選を祝うためにアンヌたちが家にやって来る。2階の寝室にジェラールの死体が放置されているが、リーヌもミシェルもフランソワも何事もなかったかのように応対する。

## キャスト
アンヌ・シャルパン＝ヴァスール
演 - ナタリー・バイ
市議会議員で市長選に立候補。名門ヴァスール家とシャルパン家の血を引く。子供の時に両親が飛行機事故で死亡。母方の祖父ピエール・シャルパンは第二次世界大戦中、対独協力者だった。ヴァスール家の次男と結婚し、娘ミシェルをもうけるが、夫が兄ジェラール（ヴァスール家長男）の妻と不倫の末に一緒に交通事故で亡くなると、ジェラールと再婚した。
フランソワ・ヴァスール
演 - ブノワ・マジメル
ヴァスール家当主ジェラールの息子。アメリカから3年ぶりに帰郷。亡母がアンヌの亡夫（ジェラールの弟）と不倫関係にあったことを知っている。父ジェラールの実子ではなく、母の不倫によって生まれた子である可能性がある。
ミシュリーヌ（リーヌ）・シャルパン
演 - シュザンヌ・フロン
アンヌの母の妹。アンヌらと同居。第二次世界大戦中にレジスタンスに加わった愛する兄フランソワ（上記フランソワとは別人）を殺させた父ピエールを殺害するが証拠不十分で不起訴になった過去を持つ。フランソワとミシェルの姿に、かつての兄と自分の関係を重ね合わせて見ている。
ジェラール・ヴァスール
演 - ベルナール・ル・コック
ヴァスール家当主。無類の女好き。先妻（フランソワの母）が弟（アンヌの先夫）と不倫の末に交通事故で亡くなると、アンヌと再婚した。アンヌの政治活動を快く思っておらず、怪文書を送った本人である可能性がある。
ミシェル・シャルパン＝ヴァスール
演 - メラニー・ドゥーテ
アンヌの連れ子。心理学専攻の大学生。フランソワとはいとこ同士で義兄妹ながら愛し合っている。フランソワとは腹違いの兄妹である可能性がある。
マチュー・ラルティグ
演 - トマ・シャブロル
アンヌの選挙参謀で副候補。法学者。

## 作品の評価
アロシネによれば、フランスの20のメディアによる評価の平均点は5点満点中4.1点である。
Rotten Tomatoesによれば、62件の評論のうち高評価は65%にあたる40件で、平均点は10点満点中6.2点となっている。
Metacriticによれば、24件の評論のうち、高評価は18件、賛否混在は6件、低評価はなく、平均点は100点満点中67点となっている。